# Verónica Castro
Pour les articles homonymes, voir Castro.
Verónica Judith Sáenz Castro (née le 19 octobre 1952 à Mexico) est une actrice et chanteuse mexicaine, sœur du producteur José Alberto Castro, mère du chanteur Cristian Castro et de Michel Niembro Castro. 
Elle est connue comme l'une des figures les plus importantes du genre telenovela au niveau international.  Dans les années 1980 et 1990, Castro a été l'hôte de différentes émissions de fin de soirée à la télévision mexicaine, également dans la première décennie des années 2000, elle a été l'hôte de Reality Shows et a été récompensée par un Emmy pour son héritage à la télévision latino-américaine.

## Discographie
- 1973 : Verónica Castro
- 1978 : Sensaciones
- 1979 : Aprendí a llorar
- 1980 : Norteño
- 1981 : Cosas de amigos
- 1982 : Sábado en la noche tiki-tiki
- 1982 : El malas mañas
- 1983 : También romántico
- 1984 : Las comadres con banda
- 1986 : Esa mujer
- 1986 : Simplemente todo
- 1987 : Reina de la noche
- 1988 : Mamma mia
- 1990 : Mi pequeña Soledad
- 1990 : Viva la banda
- 1991 : La Movida Rap
- 1991 : Tudo e bom pra se dançar (en portugais)
- 1992 : Romántica y calculadora
- 1994 : Vámonos al dancing
- 1995 : La mujer del año
- 1997 : La Tocada
- 1999 : Ave Vagabundo
- 2005 : Por esa puerta
- 2009 : Resurrección

## Filmographie à la télévision

### Telenovelas
| Année       | Titre                         | Personnage                                          | Chaîne               | Pays              |
| ----------- | ----------------------------- | --------------------------------------------------- | -------------------- | ----------------- |
| 1969        | No creo en los hombres        |                                                     | Telesistema Mexicano | Mexique           |
| 1971        | El amor tiene cara de mujer   |                                                     | Telesistema Mexicano | Mexique           |
| 1972        | El edificio de enfrente       | Carmen                                              | Telesistema Mexicano | Mexique           |
| 1975        | Barata de primavera           | Karina Labrada                                      | Televisa             | Mexique           |
| 1976        | Mañana será otro día          | Gabriela                                            | Televisa             | Mexique           |
| 1978        | Pasiones encendidas           | Martha                                              | Televisa             | Mexique           |
| 1979 - 1980 | Los ricos también lloran      | Mariana Villarreal                                  | Televisa             | Mexique           |
| 1981 - 1982 | El derecho de nacer           | María Elena del Junco                               | Televisa             | Mexique           |
| 1982        | Verónica : El rostro del amor | Verónica                                            |                      | Argentine         |
| 1983        | Cara a cara                   | Laura                                               |                      | Argentine         |
| 1984        | Yolanda Luján                 | Yolanda Luján                                       |                      | Argentine         |
| 1985        | Felicidad, ¿donde estas?      | Karina                                              | Rete A               | Italie            |
| 1986        | Amor prohibido                | Nora                                                |                      | Argentine         |
| 1987 - 1988 | Rosa salvaje                  | Rosa García                                         | Televisa             | Mexique           |
| 1990        | Mi pequeña Soledad            | Isadora / Soledad                                   | Televisa             | Mexique           |
| 1993 - 1994 | Valentina                     | Valentina Isabel Montero / Valentina de los Ángeles | Televisa             | Mexique           |
| 1997        | Pueblo chico, infierno grande | Leonarda Ruan                                       | Televisa             | Mexique           |
| 2006 - 2007 | Código postal                 | Beatriz Corona                                      | Televisa             | Mexique           |
| 2009 - 2010 | Los exitosos Pérez            | Roberta Santos                                      | Televisa             | Mexique Argentine |
| 2018        | La casa de las flores         | Virginia de La Mora                                 | Netflix              | Mexique           |
| 2021        | Rendez-vous à Mexico          | Ines                                                | Netflix              | Mexique           |

## Voix françaises
- Frédérique Cantrel dans Rendez-vous à Mexico (2020)